# Hiéroglyphe égyptien S16
Le pectoral de perles attachées en un point, en hiéroglyphes égyptiens, est classifié dans la section S « Couronnes, vêtements, sceptres, etc. » de la liste de Gardiner ; il y est noté S16.

## Représentation
Il représente un pectoral composé d'un disque central plus ou moins grand duquel pend trois filets de perles de verre ou de faïence (disque solaire et ses rayons ?). Il est translittéré ṯḥn.t.

## Utilisation
| S15 |

| S15 |

| T · H · S16 | n · t · N33A |

| T · H · S16 | n · t · N33A |